# Grewia inaequilatera
Grewia inaequilatera är en malvaväxtart som beskrevs av Christian August Friedrich Garcke. Grewia inaequilatera ingår i släktet Grewia och familjen malvaväxter. Inga underarter finns listade i Catalogue of Life.